# Reformado con vapor

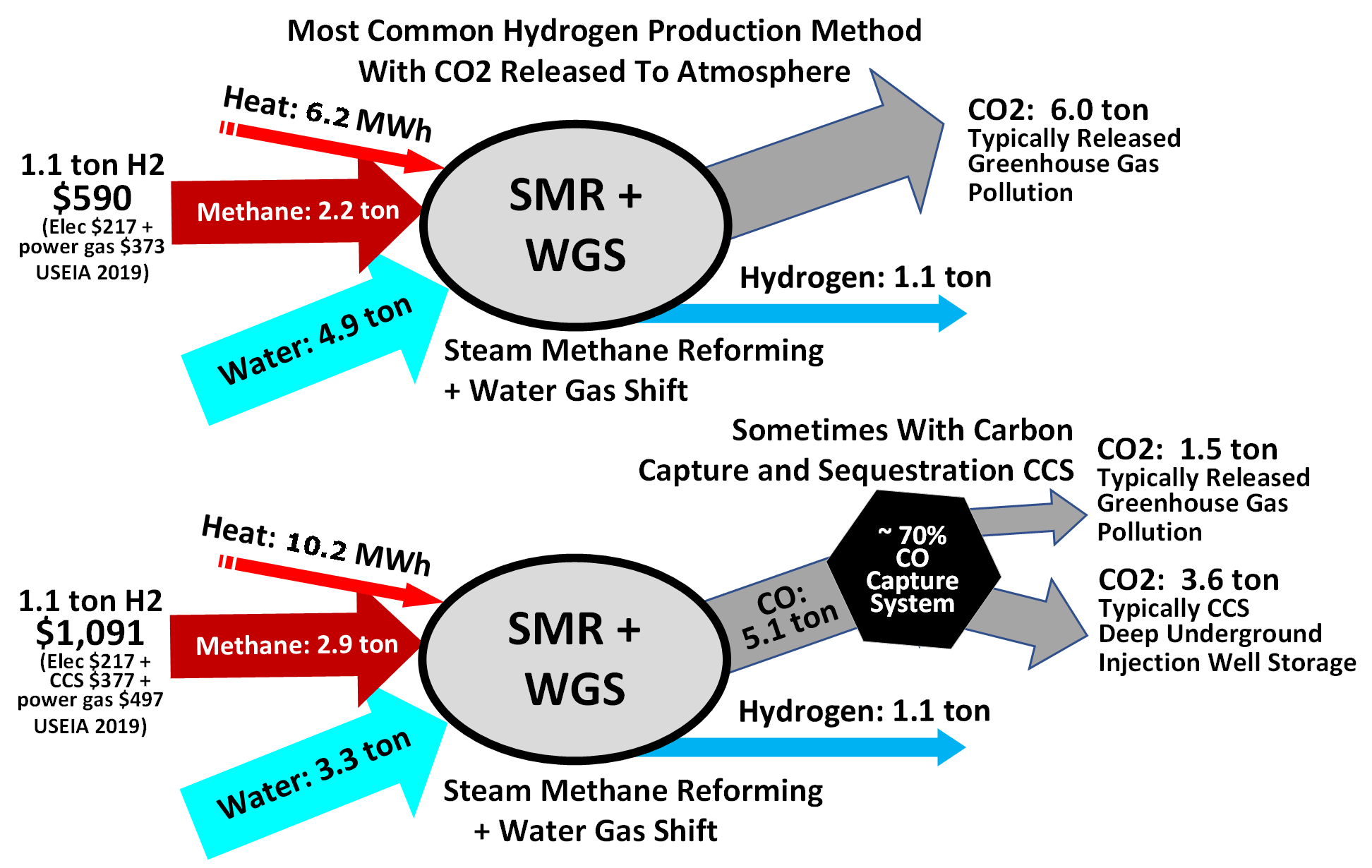
Ilustración de las entradas y salidas del reformado al vapor del gas natural, un proceso para producir hidrógeno y CO2, gas de efecto invernadero que puede capturarse con CAC.

El reformado con vapor es un método para la obtención de hidrógeno a partir de hidrocarburos, y en particular gas natural. Este proceso requiere de una gran cantidad de energía para realizar el reformado y en el caso de algunos combustibles, se necesita una remoción de contenidos de azufre y otras impurezas. Este proceso consiste en exponer al gas natural, de alto contenido de metano, con vapor de agua a alta temperatura y moderada presión.  Se obtienen  como resultado de la reacción química hidrógeno y dióxido de carbono, y dependiendo la mezcla reformada, también monóxido de carbono, este proceso tiene un rendimiento de 65%, y en el caso de que el gas natural contenga azufre, este debe ser eliminado mediante la desulfuración.  El proceso se lleva a cabo mediante dos reacciones, la primera es la reacción de reformado al vapor entre el agua y el metano:
CH4 + H2O → 3 H2 + CO
Esta primera reacción de reformado tiene lugar entre 800–900 °C a una presión de 25 bar, obteniéndose un gas rico en dióxido de carbono e hidrógeno y, en menor cantidad, monóxido de carbono.  Se elimina primeramente el monóxido por medio de las reacciones de cambio de alta a baja temperatura a 400 y 200 °C respectivamente y se produce una mezcla gaseosa de H2, CO2, H2O y un poco de CO y CH4.  Después de esta etapa se realiza una última purificación, mediante el proceso Pressure Swing Adsorption (PSA), el cual permite obtener hidrógeno puro al 99.99%, cuyo contenido energético es mayor que del gas natural del cual procede.
- Datos: Q556466